# Sidosari (Natar)
Sidosari is een bestuurslaag in het regentschap Lampung Selatan van de provincie Lampung, Indonesië. Sidosari telt 4133 inwoners (volkstelling 2010).